# Wilhelm Rieke
Wilhelm Rieke (* 18. Dezember 1880 in Hornburg; † 7. Februar 1967 in Braunschweig) war ein deutscher Politiker (SPD) und Mitglied des Ernannten Braunschweigischen Landtages.
Wilhelm Rieke arbeitete als Kaufmann und war Vorstand der Konsumgenossenschaft Braunschweig. Von 1919 bis 1933 war er in Braunschweig Stadtverordnetenvorsteher. Vom 21. Februar 1946 bis 21. November 1946 war er Mitglied des Ernannten Braunschweigischen Landtages und dessen Präsident seit dem 26. Juni 1946. 

## Ehrungen
- 1952: Verdienstkreuz (Steckkreuz) der Bundesrepublik Deutschland